# Diessbach bei Büren
Diessbach bei Büren là một đô thị trong huyện Seeland, bang Bern, Thụy Sĩ. Đô thị này có diện tích 6,3 km2, dân số thời điểm tháng 12 năm 2009 là 881 người.